# Paul Puscher
Hans Paul Puscher (* 2. März 1853 in Dresden; † 2. April 1938 ebenda) war ein sächsischer Generalmajor.

## Leben
Paul Puscher trat 1867 in den Kadettenkorps der sächsischen Armee ein und wurde nach vieljähriger Erziehung am 1. April 1872 als Fähnrich dem Infanterie-Regiment „König Georg“ (7. Königlich Sächsisches) Nr. 106 in Leipzig überwiesen. Am 29. September 1873 avancierte er zum Leutnant und durchlief in den folgenden Jahren eine typische militärische Laufbahn, wonach er u. a. als Regimentsadjutant fungierte und am 22. Dezember 1879 zum Oberleutnant aufstieg. Nachfolgend wurde er in das 10. Infanterie-Regiment Nr. 134 versetzt, wo er u. a. in der 12. Kompanie diente. Am 1. April 1887 erfolgte seine Beförderung zum Hauptmann und Kompaniechef beim 11. Königlich Sächsischen Infanterie-Regiment Nr. 139, wo er die nächsten Jahre in dieser Eigenschaft fungierte. Er stieg am 20. September 1894 zum Major auf und wurde Bataillonskommandeur des II. Bataillons im Regiment. Nach Beförderung zum Oberstleutnant am 21. April 1899 wurde er etatsmäßiger Stabsoffizier beim 9. Infanterie-Regiment Nr. 133, wobei er schon am 27. Oktober 1901 zum Oberst und Regimentskommandeur des Königlich-Sächsischen Infanterie-Regiments Nr. 179 aufstieg. Unter Genehmigung seines Abschiedsgesuches wurde er 1903 zur Disposition gestellt.
Im Ersten Weltkrieg wurde Puscher als z.D.-Offizier reaktiviert und zum Kommandanten der Etappen-Kommandantur 3 des XII. (I. Königlich Sächsischen) Armee-Korps ernannt. In dieser Eigenschaft wurde er im Oktober 1915 mit dem Charakter eines Generalmajors ausgezeichnet.